# Baptême
Pour les articles homonymes, voir Baptême (homonymie).

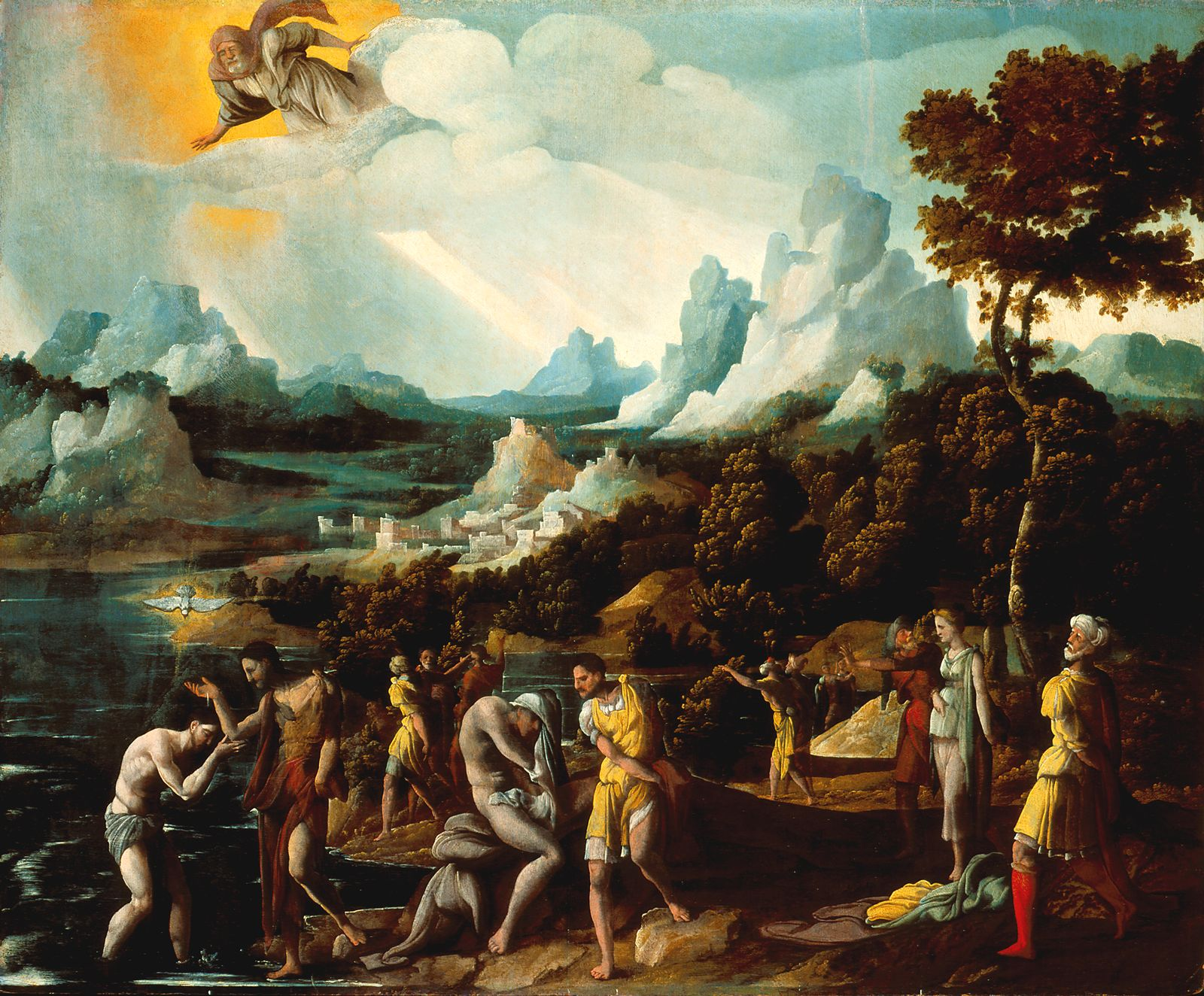
Le Baptême du Christ, atelier de Jan van Scorel (1527).

Le baptême est un rite partagé par la quasi-totalité des Églises chrétiennes, étant donné son importance dans les textes bibliques. L'eau du baptême symbolise à la fois la mort par immersion de l'ancienne vie du croyant, livrée au péché, et sa naissance dans une dimension divine et éternelle.
Pour le catholicisme, l'orthodoxie et le protestantisme traditionnel, le baptême est le sacrement de la foi en Jésus-Christ par lequel le chrétien est sauvé, purifié du péché, en devenant enfant de Dieu. Dans le protestantisme, ce sacrement est un signe, celui de la main que Dieu tend à l'humanité marquée par le péché originel que seul le sang de Jésus-Christ peut laver,. Tout en souscrivant à cette compréhension, le christianisme évangélique réserve en général le baptême aux adultes. Certaines Églises protestantes pratiquent le baptême par immersion.
Dans certains pays, dont l'Espagne, la France et le Royaume-Uni, la naissance d'un enfant est parfois célébrée en dehors de toute référence religieuse et tout cadre légal par un baptême civil ou « baptême républicain ».

## Histoire

### Étymologie
Le substantif masculin français « baptême » est un emprunt,, par l'intermédiaire, du latin ecclésiastique baptisma,,, au grec,βάπτισμα,, dérivé de βαπτίζειν, baptizein, fréquentatif du verbe βάπτειν baptein (« plonger dans un liquide », « immerger »).
Le verbe baptízein, dans son sens général, est documenté dans la littérature grecque depuis Platon mais la Septante, traduction grecque de la Bible hébraïque, ne l'emploie que quatre fois. Ce n'est que dans le Deuxième Livre des Rois (5:14) qu'il se réfère à une purification rituelle.
Flavius Josèphe utilise le terme βαπτισμός (baptismós) lorsqu'il évoque Jean le Baptiste.

### Origine

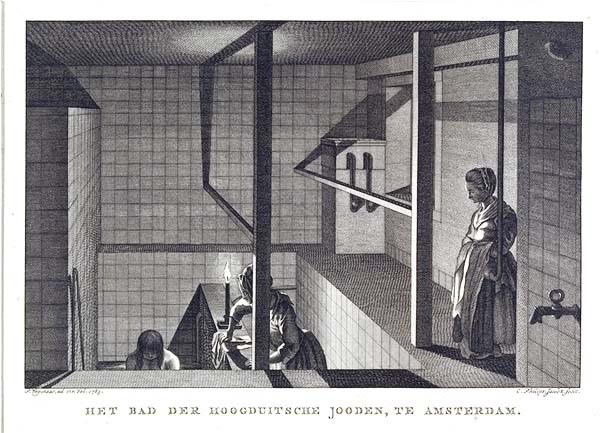
Un mikvé (gravure du XVIIIe siècle).

Dans le judaïsme, le mikvé est un bain rituel utilisé pour l'ablution nécessaire aux rites de pureté. L'immersion totale du corps fait partie du processus de conversion au judaïsme. Ce bain est généralement perçu comme l'ancêtre du baptême chrétien. Dans l'esprit de la Torah comme dans les rites d'immersion  demandés à Moïse par YHWH, l'immersion représente l'engloutissement dans l'eau d'un corps qui a été touché par l'impur.
Ce rituel s'appuie sur une symbolique que Carl Gustav Jung et d'autres psychanalystes rapprochent de la vie intra-utérine, l'immersion évoquant tout à la fois la purification, la mort et la (re-)naissance.

### Racines bibliques
Dans l'Ancien Testament, plusieurs passages montrent que l'eau a une valeur symbolique et rituelle dans la culture juive :
- prescription d'un bain dans un rituel de purification[14] ;
- Aaron, après avoir chargé le bouc émissaire, doit « laver son corps avec de l'eau dans un lieu saint » avant d'offrir des  holocaustes pour l'expiation[15] ;
- eau de purification, appelée par la suite « eau expiatoire »[16].

Le Nouveau Testament fait allusion à trois types de baptême :
- par l'eau : baptême de conversion, ou repentance, de Jean-Baptiste (Matthieu 3, 1-12 ; Marc 1, 3-8 ; Luc 3, 3-16 ; Jean 1, 24-28) ;
- par l'Esprit : baptême institué par Jésus par l'envoi de son Esprit (Jean 3, 5 - 7 ; Jean 14, 16-17 ; Jean 14, 26 ; Jean 15, 26-27 ; Jean 16, 7 ; Jean 16, 13) ; il y a aussi dans les Actes (Actes 1, 4-5 ; Actes 2, 1-4)
- par le feu[17] : cette expression est à rattacher à la tradition judéo-chrétienne qui est témoin de l'effusion d'une lumière au moment du baptême de Jésus[18].

### Institution du baptême chrétien

#### Le baptême conféré par Jean-Baptiste
Luc relate en 3, 1-18 le baptême que Jean Baptiste réalisa sur les bords du Jourdain. C'était un baptême de repentir en vue de la rémission des péchés, baptême qu'il prêchait à Israël, et qui attirait des foules peu intéressées par la politique, mais se repentant de leurs péchés et désirant se convertir . Jean dissuada la foule d'être lui-même le Messie attendu, mais annonça la venue prochaine de quelqu'un de bien plus grand que lui qui baptiserait non plus dans l'eau, mais dans l'Esprit. La pratique baptismale de Jésus consistant à plonger dans l'eau courante du Jourdain celui qui désirait se convertir, eau qui renvoyait à l'eau claire que Dieu chez Ezéchiel avait promis de verser sur les convertis de son peuple.

#### Baptême de Jésus conféré par Jean-Baptiste
Pour tout chrétien, la référence pour le baptême est celui  de Jésus  par Jean le Baptiste dans le Jourdain, décrit dans l'évangile selon Matthieu : "Jésus arrivant de Galilée paraît sur les bords du Jourdain, et vient à Jean pour se faire baptiser par lui. Jean veut l'en empêcher et dit : « C'est moi qui ai besoin de me faire baptiser par toi et c'est toi qui viens à moi ! », mais Jésus lui répond : « Pour le moment, laisse-moi faire ; c'est de cette façon que nous devons accomplir ce qui est juste ». Alors Jean le laisse faire. « Dès que Jésus fut baptisé, il remonta de l’eau, et voici que les cieux s’ouvrirent : il vit l’Esprit de Dieu descendre comme une colombe et venir sur lui. Et des cieux, une voix disait : "Celui-ci est mon Fils bien-aimé, en qui je trouve ma joie" ». Le titre de bien-aimé a une signification juive sacrificielle, Isaac étant ainsi qualifié en Genèse 22, 2, ce qui suggère que la complaisance du Père pour son Fils est en lien avec l'accomplissement d'un sacrifice, ce qui peut être un indice de ce que le baptême de Jésus prophétiserait la croix.
L'embouchure du Jourdain, à proximité du lieu où Jésus fut baptisé est le lieu le plus bas du monde, à trois cents mètres au-dessous du niveau de la mer ; en sorte que cet évènement marque symboliquement la descente de Jésus jusqu'au plus profond de la condition humaine, et sa descente dans les eaux du Jourdain est une anticipation de l'ensevelissement du péché librement assumé par Jésus.

### Baptême par Jésus
Le dictionnaire Jésus rapporte que l'évangéliste Jean a affirmé que Jésus baptisait (Jean 3, 22-24), tout en précisant que "Jésus lui-même ne baptisait, mais ses disciples"[pas clair] (Jean 4, 1-2). Par ailleurs Matthieu relate que Jésus refusa de baptiser Jean Baptiste (Matthieu 3, 14-15). Or, le baptême par Jésus, dont il est ici question, alors qu'il n'a pas encore institué le nouveau baptême par sa propre Pâque (mort et résurrection), inaugure cet autre baptême qu'il reviendra à ses apôtres de conférer en se conformant à son ordre relaté en Matthieu 28, 19. En effet, Jésus parle dans son enseignement d'être baptisé d'un baptême "dont ses disciples seront baptisés" (Marc I0, 38-39) et confie à ses apôtres : "Je dois être baptisé d'un baptême, et quelle n'est pas mon angoisse, jusqu'à ce qu'il soit consommé" (Luc 12, 49-50) et Marc  10, 38-39).

### Enseignement de Paul sur le baptême
Paul rappelle aux Romains : "Baptisés dans le Christ, Jésus, c'est dans sa mort que nous avons été baptisés. Nous avons donc été ensevelis avec lui par le baptême dans la mort, afin que comme le Christ est ressuscité des morts (...) nous vivions nous aussi d'une vie nouvelle." (Romains  6, 3-4) ; une notion qu'il reprend en Colossiens 2, 12-13.

### Début du christianisme
La didachè cite le passage de Matthieu 28, 19 : "Baptisez au nom du Père et du Fils et du Saint-Esprit" en y ajoutant "dans l'eau vive", et précise que dans les situations où l'on manquerait d'eau, on les baptise par une triple infusion au nom des trois Personnes. Ignace d'Antioche (vers 35 - 110) enseigne dans sa lettre aux Smyrniotes (8, 2) qu'il n'est pas permis de baptiser en dehors de l'évêque. Justin (né vers 100, mort  martyr en 165) rapporte dans sa Grande Apologie (61) à propos du baptême, que ceux qui croient à l'enseignement chrétien, on leur apprend à prier et à demander à Dieu dans le jeûne la rémission de leurs péchés, puis " ils sont régénérés dans l'eau au nom de Dieu le Père et le maître de toutes choses, et de Jésus-Christ notre sauveur, et du saint Esprit." Justin ajoute que cette ablution qui lave est appelée illumination parce que ceux qui reçoivent ainsi cette doctrine ont l'esprit rempli de lumière. Irénée de Lyon (130-200) accorde une place importante au baptême conféré pour la rémission des péchés au nom de Dieu le Père, au nom de Jésus-Christ le Fils de Dieu incarné, mort et ressuscité et dans l'Esprit Saint de Dieu, dont il précise qu'il est associé à une profession de foi trinitaire. Tertullien (150-220), dans le De Baptismo fournit le premier traité complet sur le baptême et la catéchèse baptismale qui l'accompagne.
Le rite du baptême a rapidement provoqué la disparition de la circoncision rituelle, sans totalement le faire disparaître cette notion, étant alors spiritualisée.
Dans le christianisme primitif, le baptême est le sacrement de la foi qui suit la conversion car, selon Tertullien, « On ne naît pas chrétien, on le devient », affirmait-il dans son Apologie du christianisme, chapitre 18. Les travaux de Joachim Jeremias, qui réunissent des preuves positives de la présence du baptême de nourrissons dans les quatre premiers siècles, permettent de nuancer ce point de vue : si le baptême demeure le sacrement de la conversion au Christ, l'Église ne refuse pas le baptême des enfants de parents « convertis » ou « croyants depuis leur jeune âge ». Alors que la pratique du pédobaptisme devient de plus en plus courante, le baptême d'adultes continue à être célébré au Moyen Âge.

### Le baptême trinitaire de la Grande Mission (Mt 28:16-20)
La Grande Mission, ou Mission universelle, est une instruction que donne Jésus de Nazareth à onze de ses Douze Apôtres après sa Résurrection. Dans cet épisode, relaté par les cinq derniers versets de l'Évangile selon Matthieu, Jésus apparaît à ses disciples sur une montagne de Galilée et leur demande de faire des disciples dans toutes les nations, de les baptiser « au nom du Père et du Fils et du Saint-Esprit » et de leur transmettre ses enseignements (Mt 28:16-20) :

« Les onze disciples allèrent en Galilée, sur la montagne que Jésus leur avait désignée. Quand ils le virent, ils se prosternèrent devant lui. Mais quelques-uns eurent des doutes. Jésus, s’étant approché, leur parla ainsi : Tout pouvoir m’a été donné dans le ciel et sur la terre. Allez, faites de toutes les nations des disciples, les baptisant au nom du Père, du Fils et du Saint-Esprit, et enseignez-leur à observer tout ce que je vous ai prescrit. Et voici, je suis avec vous tous les jours, jusqu’à la fin du monde,. »

Cependant, en Actes 8:14-16, on lit :

« Apprenant que la Samarie avait accueilli la parole de Dieu, les apôtres qui étaient à Jérusalem y envoyèrent Pierre et Jean. Ceux-ci descendirent donc chez les Samaritains et prièrent pour eux, afin que l'Esprit Saint leur fût donné. Car il n'était encore tombé sur aucun d'eux ; ils avaient seulement été baptisés au nom du Seigneur Jésus. »

Hans Conzelmann considère que, s'agissant du baptême pratiqué au seul « nom de Seigneur » dans Actes 8:16, il s'agit « d'une construction ad hoc (cf. 10,44-48 ; 19,1-7) qui présuppose précisément le lien intime entre le baptême et l'Esprit », de même que pour Actes 2:38 avec le baptême opéré à l'unique « nom de Jésus-Christ ».
D'autres spécialistes estiment que la formule enjoignant de procéder à un baptême trinitaire dans Mt 28:19 pourrait être une interpolation insérée ultérieurement, considérant que les Actes des Apôtres « parlent de baptiser "au nom de Jésus", cf. Ac 1 5+. Il est possible que la formule de Mt se ressente, dans sa précision, de l'usage liturgique établi plus tard dans la communauté primitive ».
Dans leurs travaux sur l'Évangile selon Mathieu, relevant l'ordre des occurrences des formules baptismales dans les Actes, Matthieu et la Didaché, W. D. Davies et Dale C. Allison (en) identifient tout d'abord le baptême au seul et unique « nom de Jésus-Christ » (Actes 2:38 et 10:48), « au nom du Seigneur » (Actes 8:16), « au nom du Seigneur Jésus » (Actes 19:5), puis un baptême non trinitaire chez Paul dans l'Épître aux Romains (6:3) et l'Épître aux Galates (3:27). Les deux auteurs identifient ensuite une formule de baptême non trinitaire (« au nom du Seigneur ») dans la Didachè (9:5), et enfin deux formules trinitaires « au nom du Père, du Fils et du Saint-Esprit » en Matthieu 28:19 et en Didachè 7:1.
Concernant les variations de formulation dans la Didachè, texte ultérieur aux Actes, aux Épitres de Paul et à l'Évangile selon Mathieu, Jonathan A. Draper estime que cela s'explique par le fait que ce texte a connu plusieurs strates rédactionnelles successives répondant à des agendas spécifiques propres aux scribes qui sont intervenus jusqu'à la forme finale qui subsiste aujourd'hui. À l'instar de Draper, Huub van de Sandt et David Flusser considèrent que la formulation non trinitaire « au nom du Seigneur » de Didachè 9:5 est la formule la plus ancienne, et que la formule trinitaire qui figure en Didachè 7:1 correspond à une élaboration plus tardive. Van de Sandt et Flusser émettent l'hypothèse que la formule trinitaire en Didachè 7:1 et 7:3 précède celle présente en Mt 28:19.
S'agissant d'un possible trinitarisme dans le contexte de la Grande Mission figurant en Mt 28:19, W. D. Davies et Dale C. Allison (en) estiment que : 

« Mt 28,19 n'implique pas nécessairement la récitation d'une formule fixe, bien que cela ne puisse évidemment pas être exclu non plus. L'expression « au nom » signifie probablement soit « pour qu'ils appartiennent à » (c'est ce que l'usage grec nous laisse supposer), soit « pour qu'ils entrent en relation avec » (c'est ce que suggèrent les parallèles rabbiniques : SB 1, p. 1054-5). En tout cas, le v. 19b indique ce que le baptême accomplit. 
εἰς τὸ ὄνομα κ.τ.λ. peut signifier « au nom du Père et au nom du Fils et au nom du Saint-Esprit » (cf. Justin, 1 Apol. 61). La difficulté avec ceci, cependant, est que l'on pourrait alors s'attendre à τὰ ὀνόματα. L'alternative est de supposer que l'unique nom divin - le nom révélé de la puissance (Exode 3:13-15 ; Prov 18:10 ; Jub. 36:7) - a été partagé par le Père avec Jésus et l'Esprit, et il existe des textes anciens qui parlent du Père donnant son nom à Jésus (Jn 17:11 ; Phil 2:9 ; Ev. de Vérité 38:5-15). Mais nous n'avons pas connaissance de textes comparables concernant l'Esprit.
Nous ne voyons pas de trinitarisme développé dans le premier évangile. Mais il est certain que les interprètes ultérieurs ont trouvé dans la formulation baptismale une égalité implicite entre le Père, le Fils et le Saint-Esprit ; ainsi, par exemple, Basile le Grand, Hom. Spir. 10:24 ; 17:43. »

## Église orthodoxe

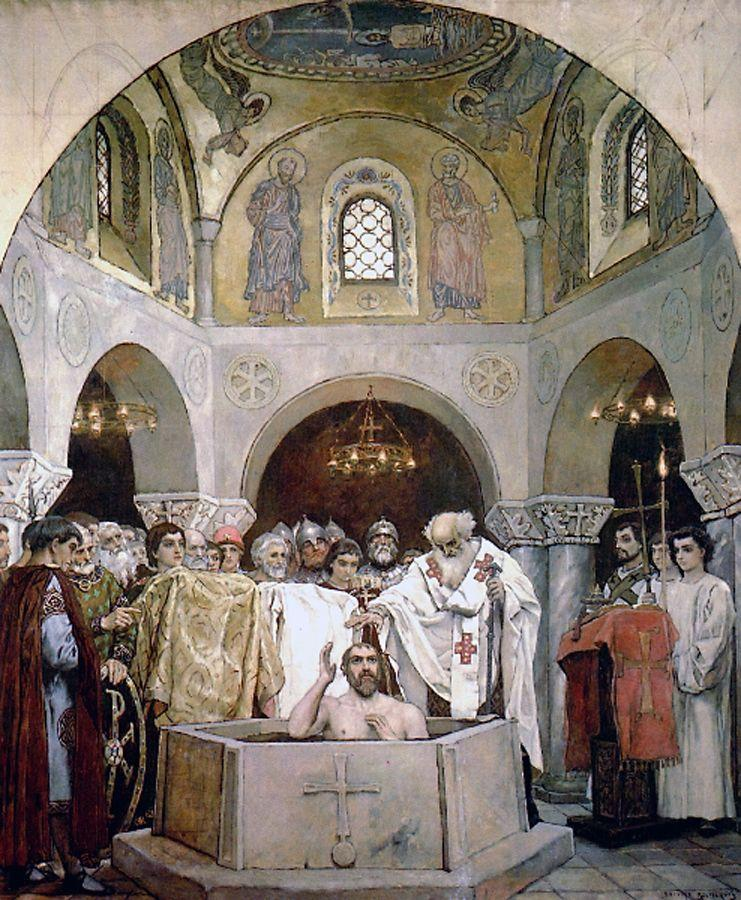
Le Baptême de saint Vladimir, par Viktor Vasnetsov, 1890.

Le baptême est la participation, pour chaque orthodoxe, à la mort et à la résurrection du Christ. C'est pourquoi il est nécessaire à la participation du renouvellement de l'homme dans le Christ. Ce renouvellement, c'est la mort du « vieil homme », du vieil Adam, de l'homme de la Chute, pour « revêtir le Christ », présenté par saint Paul comme le nouvel Adam. Le baptême est donc véritablement une renaissance.

## Église catholique
Le baptême est l'un des sept sacrements de l'Église catholique, le premier des trois sacrements de l'initiation chrétienne, avant la première communion et la confirmation.
Ce sacrement représente le moment où les croyants sont délivrés de leurs péchés et deviennent des enfants de Dieu,. La marque imprégnée par Dieu au moment du baptême est ineffaçable. Les catholiques réactualisent leur baptême chaque année à Pâques. L'évêque, le prêtre et le diacre sont les ministres ordinaires du baptême. En cas de nécessité urgente, toute personne, même non baptisée ayant l'intention requise peut pratiquer le baptême en appliquant la formule baptismale trinitaire.

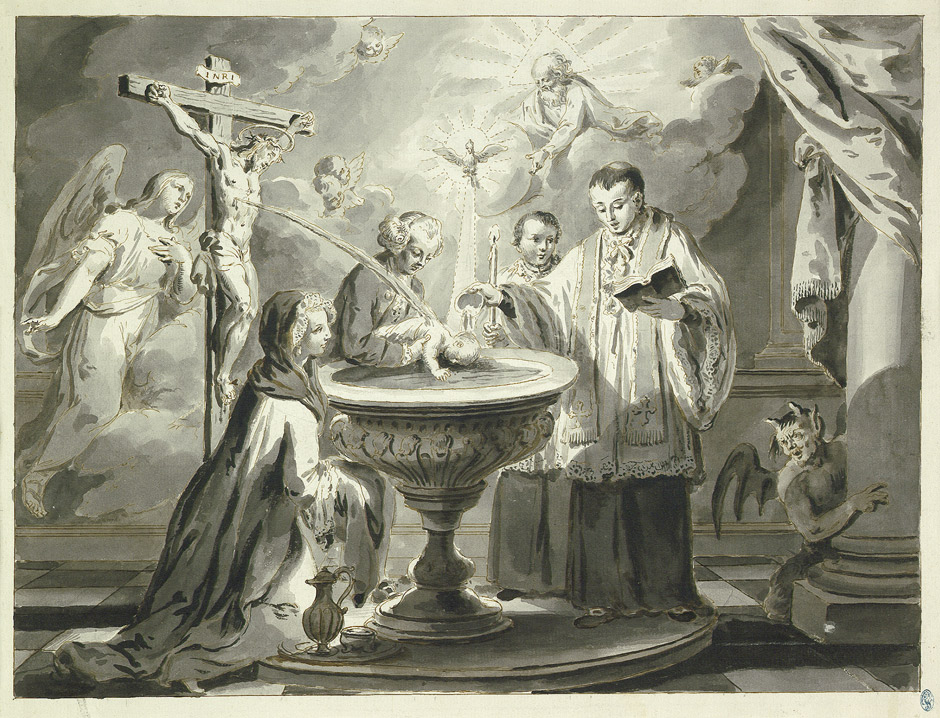
Le Sacrement du baptême, Pietro Antonio Novelli, 1779.

Naissant avec une nature humaine déchue  et entachée par le péché originel, les enfants ont eux aussi besoin du baptême afin d'être libérés des ténèbres. Les priver du baptême peu après la naissance les priverait de la grâce de devenir enfant de Dieu.
Pour les enfants relativement grands et les adultes, le baptême est précédé actuellement du catéchuménat, période pendant laquelle le futur baptisé découvre la foi chrétienne. Lors de la cérémonie, avant d'être baptisé, le catéchumène fait la promesse solennelle de rejeter Satan avant de professer sa foi et son engagement envers Jésus-Christ.
Pour les nouveau-nés, les parents suivent le « catéchuménat post-baptismal » qui les aide à comprendre le sens de ce sacrement. Ils doivent s'engager à éduquer l'enfant dans la foi. Ce sont généralement les parents, et en tout cas les parrain et marraine, qui font la profession de foi en son nom.
Durant la cérémonie, de l'eau est versée par effusion sur la tête de la personne. Le baptême par immersion (quand la personne entre totalement dans l'eau) est également pratiqué au sein de l'Église catholique, particulièrement par les Églises catholiques orientales.
L'ondoiement est une cérémonie simplifiée en cas de risque imminent de décès et qui se limite à verser de l’eau sur la tête de la personne en prononçant les paroles sacramentelles : « Je te baptise au nom du Père et du Fils et du Saint-Esprit. » Cela correspond à la croyance ancienne que le baptême opère le salut et que les enfants morts sans baptême seraient réprouvés.
L'Église catholique reconnaît que le salut est possible pour les non-baptisés, position qui a été affirmée notamment par la constitution Lumen Gentium du concile Vatican II, par la déclaration Dominus Iesus et par le document sur L’Espérance du salut pour les enfants qui meurent sans baptême.

## Églises protestantes

### La Réforme

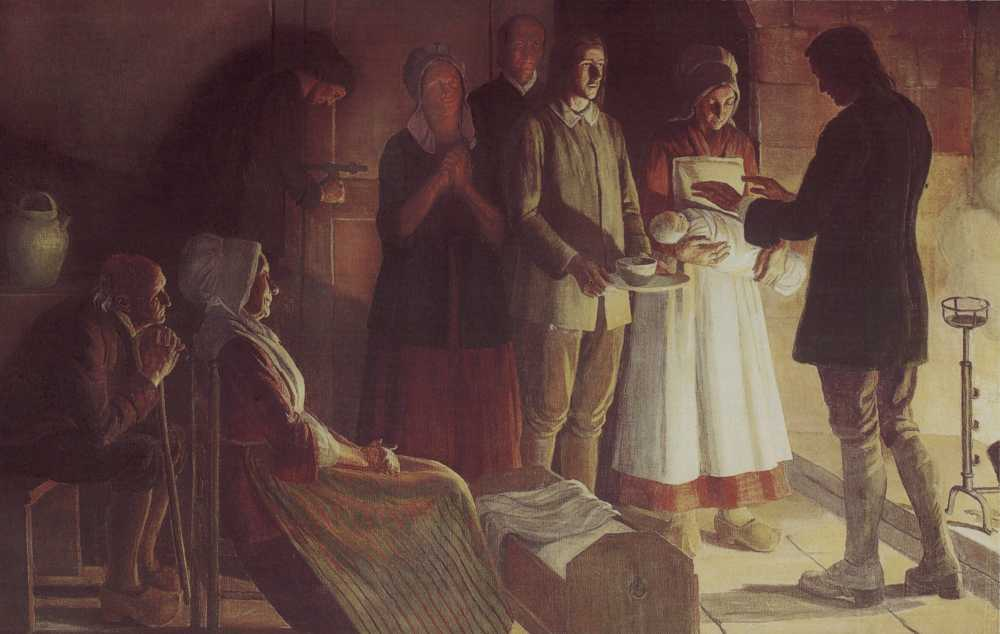
Baptême protestant clandestin dans une maison du temps des persécutions, par Jeanne Lombard.

Le baptême est l'un des deux sacrements protestants, l'autre étant la Sainte-Cène. Les Églises protestantes définissent un sacrement comme un signe qui manifeste matériellement (rend présent) le Christ, don de Dieu aux humains, tel que lui-même l'a institué dans le Nouveau Testament, au travers d'une présence spirituelle de Jésus.
À la suite des premiers réformateurs, les Églises protestantes multitudinistes voient avant tout dans le baptême un geste de Dieu vers l'être humain, un  signe que la grâce divine est offerte à tous, d’où le baptême des enfants (pédobaptisme), très dominant dans ces églises (bien que le baptême des adultes reste possible). On parle alors de baptême de confessants (ce sont les parents et la communauté qui confessent alors leur foi). Dans les traditions luthérienne et réformée, le baptême peut se faire soit par effusion (en versant de l’eau sur la tête du croyant), soit par aspersion (quelques gouttes d’eau versées sur la tête du baptisé de manière symbolique), soit, beaucoup plus rarement, par immersion.
Les premiers réformateurs ont donc conservé la forme traditionnelle du pédobaptisme catholique sans toutefois lui accorder de rôle opératoire dans l'économie du salut, puisqu'il est conçu comme « le signe visible d’une grâce invisible ». La pratique du baptême est cependant la cause d'une discussion doctrinale importante entre les Églises issues de la Réforme protestante au XVIe siècle. Le mouvement anabaptiste récuse le baptême des enfants dont il affirme qu'il n'apparaît pas dans les Écritures et ne peut être administré à des enfants incapables de comprendre le sens de ce sacrement alors que Jean Calvin, qui consacre un chapitre entier de l'Institution de la religion chrétienne à cette question, estime que « le baptême succède à la circoncision » des temps bibliques en tant que signe d'appartenance au peuple de Dieu et de promesse de salut, issu de l'Alliance entre Dieu et les hommes,.
La remise en question du baptême des enfants (ou pédobaptisme) restera une réflexion constante des Églises protestantes en Europe. On a assisté dans les années 1950, puis dans les années 1970, à la croissance d'un mouvement en faveur du report du baptême à un âge de pleine conscience.

### Christianisme évangélique

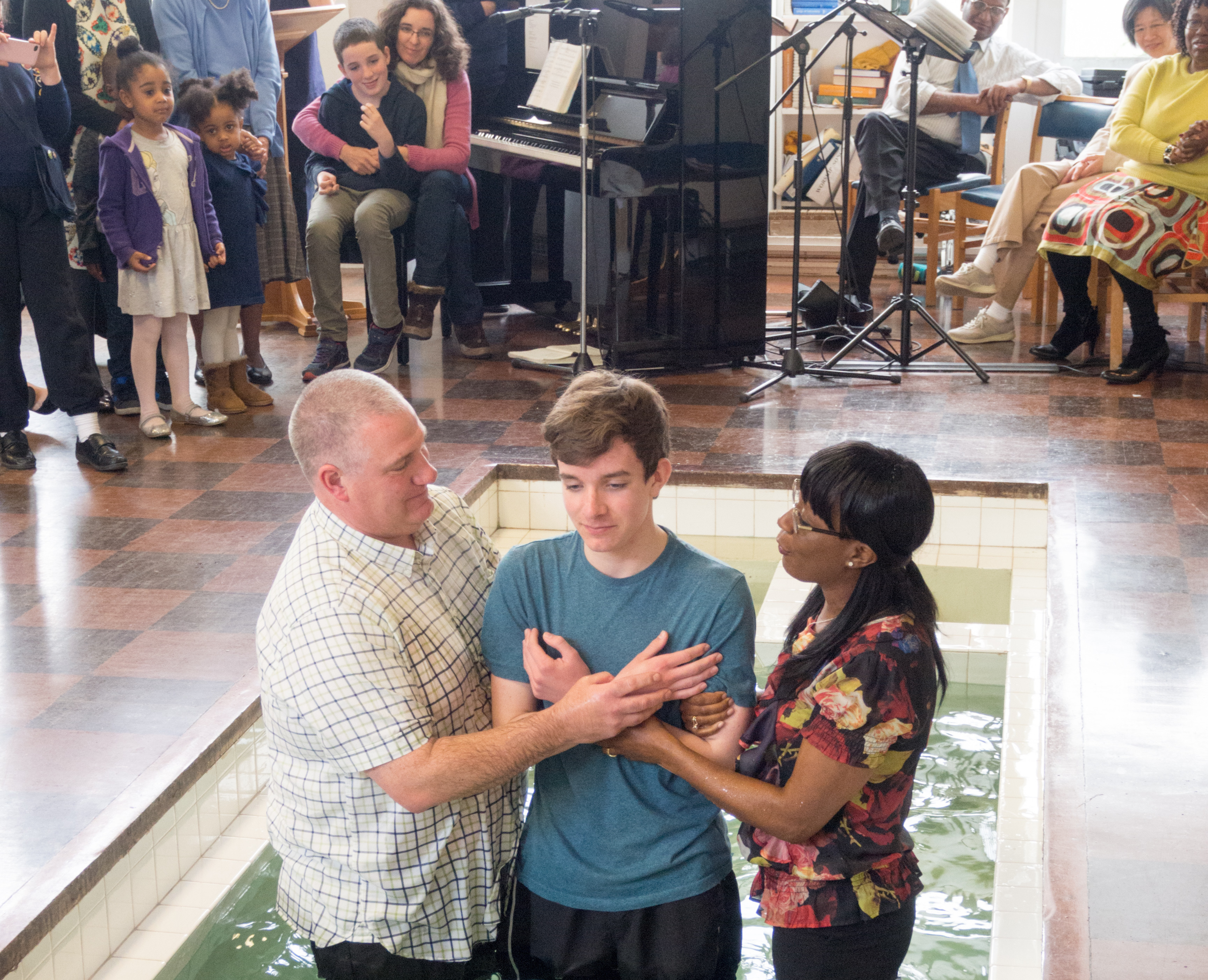
Baptême du croyant par immersion à la Northolt Park Baptist Church, dans le Grand Londres, Union baptiste de Grande-Bretagne.

Au moment de la Réforme, l'émergence du mouvement anabaptiste puis des baptistes qui s'en inspireront va générer un débat considérable entre les représentants de la Réforme magistérielle (Calvin, Zwingli), pédobaptistes, et ceux de la Réforme radicale (Hubmaier, Menno Simons), crédobaptistes. En 1609, le mouvement baptiste initié par l'Anglais John Smyth appliquera cette dernière pratique dans toutes ses églises. Dans les églises évangéliques, le baptême du croyant est l'un des principaux signes de distinction d'avec les autres églises protestantes. En effet, pour la majorité des chrétiens évangéliques, le baptême du croyant, par immersion dans l'eau, survient après la nouvelle naissance. Pour les nouveau-nés, il y a une cérémonie appelée présentation d'enfant .
Pour le mouvement évangélique (notamment les baptistes, pentecôtistes et mennonites), héritier de la Réforme radicale du XVIe siècle, le baptême est un choix personnel qui ne peut donc concerner que des croyants adultes (anabaptisme). Les évangéliques fondent ce choix sur leur lecture de la Bible et estiment que le baptême redevient ainsi ce qu'il était dans l'Église primitive. Ils insistent sur le baptême du Saint-Esprit qui accompagne la nouvelle naissance manifestée par le baptême dans l'eau, et se désignent souvent eux-mêmes comme des born again (« nés de nouveau »). Le baptême par immersion est donc le symbole d'une transformation intérieure et n'est pas une condition nécessaire au salut.
À la suite des pentecôtistes, le Renouveau charismatique a mis à l'honneur une expérience d'effusion de l'Esprit Saint, appelée « baptême dans l'Esprit » et fondée sur le récit de la Pentecôte dans le Nouveau Testament.

## Œcuménisme

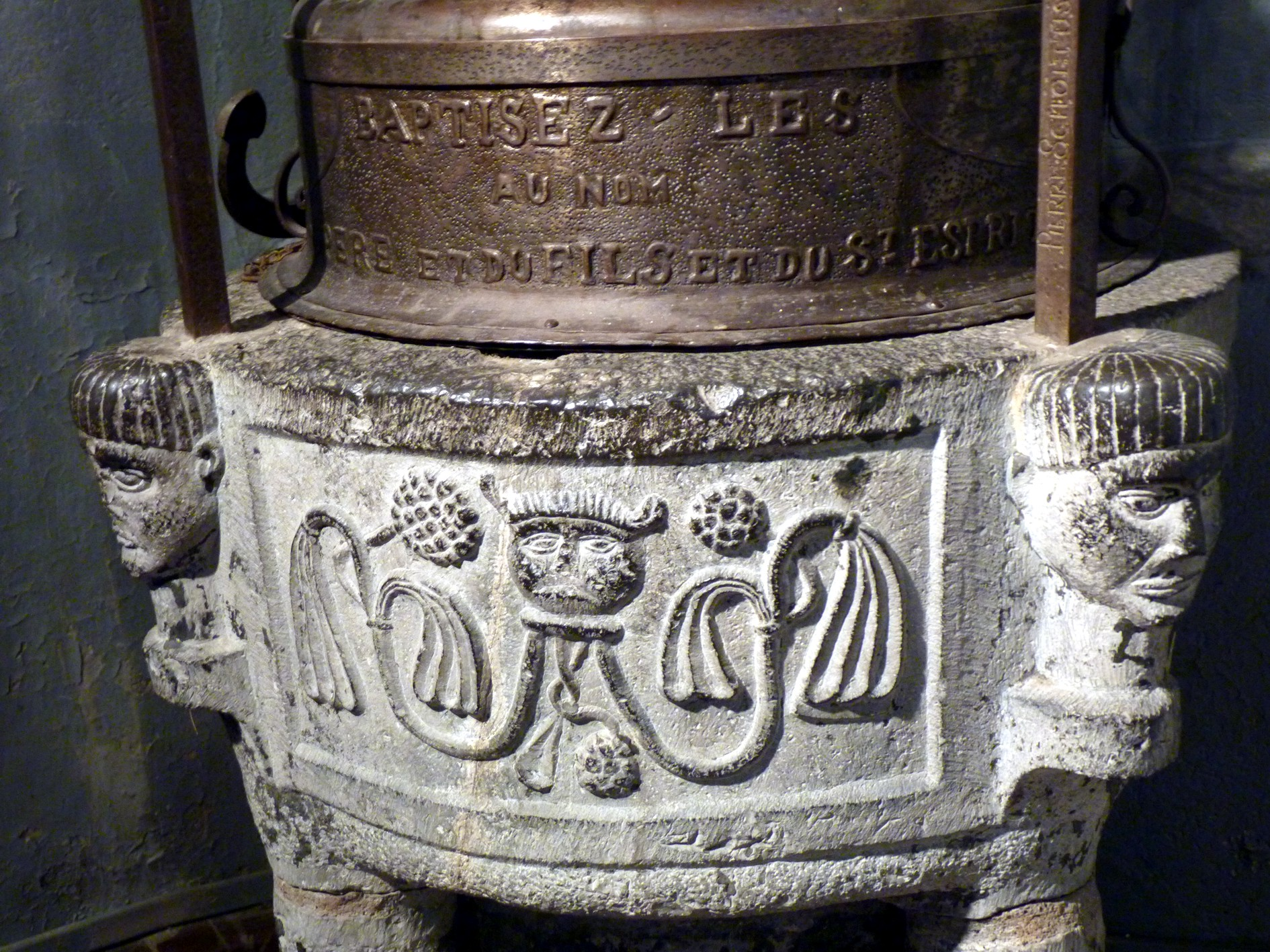
Fonts baptismaux avec la formule du baptême, à Bastogne (Belgique).

### Universalité du baptême
La plupart des Églises chrétiennes reconnaissent la validité du baptême des autres Églises.
Toutefois, la question de l'universalité du baptême s'est posée dès les débuts de l'histoire de l'Église. Au IIIe siècle, Cyprien de Carthage , se prononce pour le re-baptême, tandis qu'Augustin d'Hippone plaide pour la reconnaissance de la validité des baptêmes administrés par les autres églises chrétiennes. Trois types d'accueil sont développés par l'Église catholique en fonction de la différence de dogmes et de la qualité des relations avec les autres Églises : le re-baptême, l'onction de saint chrême, ou l'abjuration suivie d'une profession de foi.
En 1982, le Conseil œcuménique des Églises a publié en accord avec des théologiens catholiques un document intitulé Baptême, Eucharistie, Ministère. Ce texte fait le point sur l'accord toujours plus grand - et les différences qui subsistent - dans des domaines fondamentaux de la foi et de la vie des Églises. Il consacre en sept pages un accord complet des Églises sur la question du baptême. En 2010 est signé le texte « Un seul baptême, vers une reconnaissance mutuelle » par la commission Foi et Constitution du Conseil œcuménique des Églises,.

### Les différents rituels
On distingue différentes traditions :
- baptême par immersion : la personne entre dans l'eau, soit jusqu'aux genoux, soit jusqu'au-dessus de la taille, et est ensuite basculée dans l'eau pour être totalement immergée et est ensuite remontée à la surface.
- baptême par aspersion : l'eau est aspergée sur la personne.
- baptême par effusion : l'eau est versée sur le front de la personne[53].

La forme du baptême diffère selon les Églises :
- Aujourd'hui, l'Église catholique pratique essentiellement le baptême par effusion mais le baptême par immersion existe aussi ;
- Les Églises orthodoxes préfèrent le baptême par immersion, totale ou partielle (le néophyte entre dans l'eau jusqu'aux genoux, puis on lui verse de l'eau sur la tête) ;
- Les Églises protestantes traditionnelles pratiquent les deux formes ;
- Les Églises chrétiennes évangéliques (baptisme ou pentecôtisme) pratiquent uniquement le baptême par immersion (qui symbolise la nouvelle naissance).

## Baptême civil et refus du baptême
Une pratique venue d'Allemagne consiste à se faire « débaptiser », par exemple pour échapper à l'impôt ecclésiastique. En France, les motivations relèvent plutôt d'une mise en conformité avec des convictions personnelles. La question est ouverte de savoir si le « débaptême » est possible. Sur la forme, il est possible de se faire rayer des registres paroissiaux. Sur le fond, le chrétien a toujours la liberté de renoncer à son baptême. Mais d’un point de vue théologique, les avis divergent sur la possibilité de revenir en arrière sur une grâce reçue de Dieu : dans cette optique où les dons de Dieu sont définitifs (« Dieu ne reprend jamais ce qu’il a donné »), le baptisé ne peut pas être « débaptisé », il renonce simplement à vivre selon son baptême.
La démarche de débaptisation (apostasie) est surtout utilisée par les athées militants soucieux de ne plus compter parmi les statistiques de l'Église catholique, celle-ci évaluant le nombre de ses membres dans le monde en fonction du nombre de baptisés.
En parallèle, les parents qui souhaitent célébrer la venue au monde d'un enfant sans lui associer aucune connotation religieuse peuvent, dans certains pays, avoir recours à un baptême civil ou un baptême laïque.